# Peratophyga totifasciata
Peratophyga totifasciata är en fjärilsart som beskrevs av Eugen Wehrli 1923. Peratophyga totifasciata ingår i släktet Peratophyga och familjen mätare. Inga underarter finns listade i Catalogue of Life.